# Royères
Royères é uma comuna francesa na região administrativa da Nova Aquitânia, no departamento de Alto Vienne. Estende-se por uma área de 17,42 km². Em 2010 a comuna tinha 945 habitantes (densidade: 54,2 hab./km²).